# Olla (schimmel)
Olla is een geslacht van schimmels uit de familie Hyaloscyphaceae. De typesoort is Olla ulmariae.

## Geslachten
Volgens Index Fungorum telt het geslacht tien soorten (peildatum maart 2022):
| Soortnaam       | Auteur(s)                   | Publicatiejaar |
| --------------- | --------------------------- | -------------- |
| Olla auritae    | Velen.                      | 1947           |
| Olla caltharum  | Velen.                      | 1934           |
| Olla faginea    | Velen.                      | 1934           |
| Olla lachnoides | Velen.                      | 1934           |
| Olla lonicerae  | Velen.                      | 1934           |
| Olla minuta     | Velen.                      | 1939           |
| Olla quercina   | Velen.                      | 1947           |
| Olla sambuci    | Velen.                      | 1934           |
| Olla striata    | (Gamundí & Giaiotti) Raitv. | 2004           |
| Olla tirolensis | (Rehm) Velen.               | 1934           |